# Division I i ishockey för damer 1984/1985
Division I i ishockey för damer 1984/1985 var den första säsongen med damishockey på nationell nivå i Sverige. Inofficiella serier hade spelats sedan 1969 då Modo AIK och Timrå IK började spela mot varandra. Den första officiella damhockeyserien hade spelats 1981 i Stockholmsdistriktet. Till säsongen 1984/85 hade det bestämts att Svenska Ishockeyförbundet skulle ta över ansvaret och organisera seriespel för hela landet. Lagen delades in i tre Division I-grupper och två Division II-grupper. Vid säsongens början hade man inte planerat något slutspel, men efterhand under säsongen växte planerna på ett slutspel fram. Namnet blev Riksmästerskapet och det blev det första embryot till ett svenskt mästerskap i ishockey för damer.

## Division I

### Division I Norra
Norra serien slutfördes med bara tre lag och vanns av damhockeypionjärerna Modo AIK.
| Nr | Lag         | S | V | O | F | GM | IM | MS  | P  |
| -- | ----------- | - | - | - | - | -- | -- | --- | -- |
| 1  | Modo AIK    | 7 | 6 | 0 | 1 | 60 | 15 | +45 | 24 |
| 2  | Brunflo IK  | 7 | 5 | 0 | 2 | 45 | 15 | +30 | 20 |
| 3  | Lycksele SK | 7 | 1 | 0 | 6 | 13 | 58 | −45 | 4  |
| 4  | IFK Kiruna  | 3 | 0 | 0 | 3 | 6  | 36 | −30 | 0  |

IFK Kiruna slutförde inte serien.

### Division I Mellan
Mellanserien vanns av Nacka HK som även vunnit serierna i Stockholmsdistriktets regi två år i följd och bara förlorat en enda match någonsin.
| Nr | Lag              | S  | V  | O | F  | GM  | IM | MS   | P  |
| -- | ---------------- | -- | -- | - | -- | --- | -- | ---- | -- |
| 1  | Nacka HK         | 14 | 14 | 0 | 0  | 107 | 6  | +101 | 56 |
| 2  | Flemingsbergs IF | 14 | 10 | 1 | 3  | 60  | 25 | +35  | 42 |
| 3  | Västerås HC      | 14 | 8  | 2 | 4  | 31  | 17 | +14  | 36 |
| 4  | Danderyds SK     | 14 | 8  | 0 | 6  | 54  | 24 | +30  | 32 |
| 5  | Tyresö HK        | 13 | 5  | 0 | 8  | 22  | 51 | −29  | 20 |
| 6  | Södertälje SK    | 13 | 3  | 2 | 8  | 27  | 58 | −31  | 16 |
| 7  | Haninge HC       | 14 | 3  | 0 | 11 | 26  | 83 | −57  | 12 |
| 8  | Kista HC         | 14 | 1  | 1 | 12 | 15  | 78 | −63  | 6  |

En match mellan Tyresö och Södertälje spelades inte.

### Division I Södra
Division I Södra spelades i två pooler och sedan möttes segrarna från respektive grupp, Diö GIF och Mölnlycke-Pixbo HC, i en final som Diö vann.
Grupp A
| Nr | Lag                | S | V | O | F | GM | IM | MS  | P  |
| -- | ------------------ | - | - | - | - | -- | -- | --- | -- |
| 1  | Mölnlycke-Pixbo HC | 6 | 5 | 1 | 0 | 41 | 8  | +33 | 22 |
| 2  | Borås HC           | 6 | 3 | 1 | 2 | 19 | 14 | +5  | 14 |
| 3  | Partille HK        | 6 | 3 | 0 | 3 | 19 | 30 | −11 | 12 |
| 4  | Veddige HC         | 6 | 0 | 0 | 6 | 3  | 30 | −27 | 0  |

Grupp B
| Nr | Lag          | S | V | O | F | GM | IM | MS  | P  |
| -- | ------------ | - | - | - | - | -- | -- | --- | -- |
| 1  | Diö GIF      | 6 | 3 | 2 | 1 | 33 | 18 | +15 | 16 |
| 2  | Alvesta SK   | 6 | 2 | 2 | 2 | 13 | 22 | −9  | 12 |
| 3  | Gislaveds SK | 6 | 2 | 0 | 4 | 19 | 25 | −6  | 8  |

Final
- Diö–Mölnlycke/Pixbo 6–0

Diö vidare till riksmästerskapet.

## Riksmästerskapet
Segrarna i division I-grupperna möttes i det första Riksmästerskapet 16-17 mars 1985. Diö kom till spel med 10-åriga Pernilla Hallgren och 12-åriga Charlotte Almblad, båda med flera års erfarenhet av ishockey. Laget räckte dock inte till mot Modo och Nacka utan förlorade båda matcherna stort. Pernilla Hallgren fick göra lagets enda mål i riksmästerskapen. Mellan Nacka och Modo var det jämnare, men Nacka vann till sist tack vare högre måleffektivitet. Slutspelet avgjordes i Nacka Ishall och matcherna spelades i två perioder (halvlekar).

### Poängtabell
| Nr | Lag      | S | V | O | F | GM | IM | MS  | P |
| -- | -------- | - | - | - | - | -- | -- | --- | - |
| 1  | Nacka HK | 2 | 2 | 0 | 0 | 19 | 3  | +16 | 4 |
| 2  | Modo AIK | 2 | 1 | 0 | 1 | 11 | 9  | +2  | 2 |
| 3  | Diö GIF  | 2 | 0 | 0 | 2 | 1  | 19 | −18 | 0 |

### Matcher
| 1 | 16 mars 1985 | Modo AIK   | 8–1        | Diö GIF    | Nacka Ishall |       |
|   |              | (6–0, 2–1) | (6–0, 2–1) | (6–0, 2–1) | Nacka        | Nacka |
|   |              |            |            |            | Nacka        | Nacka |
|   |              |            |            |            | Nacka        | Nacka |
|   |              |            |            |            | Nacka        | Nacka |
|   |              |            |            |            | Nacka        | Nacka |
|   |              |            |            |            | Nacka        | Nacka |

| 2 |  | Nacka HK   | 8–3        | Modo AIK   | Nacka Ishall |       |
|   |  | (4–1, 4–2) | (4–1, 4–2) | (4–1, 4–2) | Nacka        | Nacka |
|   |  |            |            |            | Nacka        | Nacka |
|   |  |            |            |            | Nacka        | Nacka |
|   |  |            |            |            | Nacka        | Nacka |
|   |  |            |            |            | Nacka        | Nacka |
|   |  |            |            |            | Nacka        | Nacka |

| 3 | 17 mars 1985 | Nacka HK   | 11–0       | Diö GIF    | Nacka Ishall |       |
|   |              | (6–0, 5–0) | (6–0, 5–0) | (6–0, 5–0) | Nacka        | Nacka |
|   |              |            |            |            | Nacka        | Nacka |
|   |              |            |            |            | Nacka        | Nacka |
|   |              |            |            |            | Nacka        | Nacka |
|   |              |            |            |            | Nacka        | Nacka |
|   |              |            |            |            | Nacka        | Nacka |

## Kvalserie
Säsongen innehöll även två division II-serier: Division II Mellan A respektive B. Förutom Gävlelaget Brynäs deltog endast lag från Stockholmsområdet. Ingen av serierna spelades färdigt. Lagens som ledde serierna vid ungefär halvtid gick vidare till kvalserien till division I där de mötte Kista HC som kommit sist i sin division I-grupp. Brynäs vann serien och fick en plats i Division I Mellan till nästa säsong.
| Nr | Lag       | S | V | O | F | GM | IM | MS | P |
| -- | --------- | - | - | - | - | -- | -- | -- | - |
| 1  | Brynäs IF | 2 | 1 | 1 | 0 | 8  | 3  | +5 | 6 |
| 2  | Kista HC  | 2 | 1 | 1 | 0 | 5  | 5  | 0  | 6 |
| 3  | IFK Salem | 2 | 0 | 0 | 2 | 2  | 7  | −5 | 0 |